# Naaba Ligdi
 (janvier 2020).
Si vous disposez d'ouvrages ou d'articles de référence ou si vous connaissez des sites web de qualité traitant du thème abordé ici, merci de compléter l'article en donnant les références utiles à sa vérifiabilité et en les liant à la section « Notes et références ».
Naaba Ligdi est le 25e roi de Boussouma, dans l'actuel Burkina Faso. Il a été couronné en 1866 et est mort en 1890. 

## Biographie
Il est le fils de Naaba Sigri et de Bandèngba. Son nom de règne signifie "Kissan tiis wom ligdi n maneg waonb la zoensé" autrement "les arbres de Kissana (une colline sacrée de Boussouma) ont porté de l'argent comme fruit pour rendre heureux les lépreux et les aveugles". Il a été un guerrier infatigable qui a étendu le territoire royal à ses limites actuelles et affirmé définitivement l'indépendance du royaume de Boussouma face au royaume de Ouagadougou et cela avec l'aide de Balm Naaba Targnèbga, grand stratège et grand guerrier et le Tansoaba Kiiba, chef d'état major des armées royales d'alors ainsi que d'intrépides guerriers comme Sousnaaba Pagomnebemba, Wahigounaaba Nointarba, Kombinaaba Radondmnaabin, Tomnaaba Laalé, Zoukognaaba Panimbyambin et Rapornaaba Rimpanemda.
Il fit plusieurs guerres avec le royaume frère de Ouagadougou avec des fortunes diverses et parvint lors de la dernière guerre à atteindre et encercler le palais du Mogho naaba où des notables de naaba sanem (mogho naaba d'alors) ont été tués et des tambours détruits qu'on peut actuellement retrouver à Guirgo. Il fit aussi la guerre à Rissiam (Sabsé) qu'il incendia à plusieurs reprises. Il détruisit aussi à l'occasion de raids exceptionnels les localités jadis puissantes du royaume du Goulmou comme Koala, Dakiri, Wobdraaga, Bomboyenga, Lipaka, Bogandé, Bilanga, etc.
Il fut aussi un grand homme de culture et fit la promotion de la musique traditionnelle entre autres. Il eut une descendance nombreuse mais sa succession fut âprement disputée et le dénouement fut sanglant avec l'assassinat de son fils aîné Venneouindé et l'accession au trône de Ouinnané (deuxième fils) sous le nom de règne de Naaba Koom. On peut aussi citer certains de ses enfants : Ravigsrima (bref de taille mais bagarreur), Malgrelawindé, Silmgnesda, Yemdaogo, Sidyassa, Tarwindpanga (fils), Yelyanbo, Namebroto, Parogzimbin (toutes de Bilbalgo), Lobelé (de Sonma), Payaïsdé (de Samtaaba), Nimbi (de Boulguinyargo), Korgpalokdé, Rimpakisdé (filles) Tordo (son bien-aimé), Kaola, etc.

## Sources
- SOULGA Rimpazangdé Zacharia, SAWADOGO Poussi et Watinoom Baan'Naaba de Boussouma